# Hurricane (groupe)
Pour les articles homonymes, voir Hurricane.
 (avril 2022).
Si vous disposez d'ouvrages ou d'articles de référence ou si vous connaissez des sites web de qualité traitant du thème abordé ici, merci de compléter l'article en donnant les références utiles à sa vérifiabilité et en les liant à la section « Notes et références ».
Hurricane, aussi connu sous le nom Hurricane Girls, est un groupe de musique serbe formé par Zoran Milinković en novembre 2017, composé de 2017 à 2022 de : Sanja Vučić, Ivana Nikolić et Ksenija Knežević. Depuis 2022, le groupe se compose de Sara Kuruma, Jovana Radić et Miona Srećković. En octobre 2024, le groupe devient un duo à la suite du départ de Miona Srećković.

## Biographie

### Hurricane One2017-2022
À la suite de l'ouragan Irma qui a dévasté les îles de Saint-Martin dans les caraïbes, Sanja, Ksenija et Ivana sont rassemblées pour créer un single en soutien aux habitants de l'île. Le 23 février 2018 sort la chanson Irma, Maria. Sont réalisées alors plusieurs chansons en anglais : Feel Right, Personnal, Should've Listened, Who To Love, Pain in your eyes, Liar et Magic Night.
Le 10 septembre 2019, elles réalisent leur premier single en serbe Favorito. Cette chanson fait décoller leur carrière et leur permet d'acquérir une certaine notoriété dans la région des Balkans. Elles poursuivent alors leurs chansons en serbe et créent Avantura et Brzi Prsti sans pour autant délaisser l'anglais en collaborant avec King Melody sur leur chanson Guallame El Pantalon.
À la suite de leur participation à l'édition 2020 de Beovizija, elles ont été sélectionnées pour représenter la Serbie au Concours Eurovision de la chanson 2020, avec la chanson Hasta la vista. En raison de la pandémie du Covid-19, le concours a été annulé.
En soutien aux personnes particulièrement impliquées dans la lutte contre la pandémie, Sanja, Ksenija et Ivana réalisent Roll The Dice, chanson en anglais. Elles composent une version anglaise de Hasta La Vista en mai 2020.
En juin 2020, elles collaborent avec MC Stojan et réalisent Tuturutu. Fin août, elles créent Folir'o, une ballade serbe contrastant avec les précédentes chansons plus dansantes. Fin novembre, elles sortent trois nouvelles chansons : Want Ya, en anglais, Lopove en serbe aux tonalités très dance et Čaje Šukarije, une reprise modernisée de la chanson originelle d'Esma Redzepova.
Elles annoncent avoir été reconduite pour représenter la Serbie au Concours Eurovision de la chanson 2021 le 18 décembre 2020. Elles collaborent avec Darko Dimitrov et Nemanja Antonic pour réaliser leur chanson. Le titre Loco Loco sort le 5 mars 2021, le clip très coloré reste dans l'ambiance des années 1980 tandis que la chanson correspond au style club music et d'EDM. À la suite de la sortie de leur titre, elles annoncent leur collaboration avec la plateforme Youbox : une série de cinq épisodes suivant le parcours préparatif effectué par les chanteuses en vue de l'Eurovision. Peu avant le concours, elles réalisent deux versions de Loco Loco : une version acoustique et une autre en anglais. Elles obtiennent 124 points lors de la seconde demi-finale le 20 mai 2021, terminant huitième et se qualifiant pour la grande finale du 22 mai 2021. Elles interprètent leur chanson en huitième position lors de la finale et obtiennent 20 points de la part du jury ainsi que 82 points de la part du public pour un total de 102 points, finissant à la quinzième place du concours.
Gagnant une certaine notoriété à la suite de la compétition, elles enchaînent de nombreux concerts à travers les Balkans et sortent leur nouvelle chanson Do Neba le 6 juillet 2021. Sanja, Ksenija et Ivana présentent leur première ballade Koraci le 18 novembre ainsi que Legalan dans un style plus dance. Le 23 décembre, deux nouvelles chansons sortent : une en anglais, Set the world on fire, et une en serbe, Ajde Bre.
Ce même jour, les trois membres annoncent la mise en vente de quatre parfums. Trois parfums correspondant respectivement à chacune des filles et portant leur nom : « By Sanja », « By Ksenija » et « By Ivana ». Le quatrième parfum possède un volume plus important et est au nom du groupe « Hurricane ». Le 27 décembre, elles présentent leur gamme de montres faite en collaboration avec la marque Unique.
Le 26 février 2022, elles réalisent des versions acoustiques de leurs chansons Ajde Bre, Legalan et Koraci. Sanja, Ksenija et Ivana collaborent avec Teodora Džehverović sur leur chanson Kontroverzne sortie le 27 avril 2022.
Il est annoncé le 4 mai 2022 que les trois membres se sépareront en septembre 2022, après une tournée d’adieu nommée « One last time » de mai à septembre, ne renouvelant donc pas leur contrat. Dans les interviews données par les trois filles, elles expliquent vouloir prendre une pause après les 5 années de travail intensif qu’elles ont vécu. Il est indiqué que quelques chansons seront réalisées avant septembre. Cependant, le groupe Hurricane continuera d’exister avec de nouveaux membres. Un nouveau communiqué publié le 7 mai 2022 précise que Sanja, Ksenija et Ivana restent en très bons termes et qu’il n’est pas exclu que le groupe se reforme à l’avenir.
Le 17 mai est publiée la chanson Gospodine et le 19 juillet sort la chanson Wow.
Un communiqué précise que le contrat des membres originels à officiellement pris fin le premier septembre et que les nouveaux membres, qui ont déjà été selectionnés, enregistreront deux nouvelles chansons prochainement. Pour différencier les anciens membres des nouveaux, le groupe composé de Sanja, Ksenija et Ivana porte le nom d'Hurricane One, et le nouveau groupe portera le nom d'Hurricane Two.
Lors d'une interview pour la chaine Youtube Wiwibloggs, Sanja, Ksenija et Ivana confirment que la tournée prévue aux États-Unis pour septembre 2022 a été annulée mais qu'elle pourrait peut-être avoir lieu en 2023.
L’ensemble du groupe Hurricane One est nommé dans différentes catégories pour la Music Awards Ceremony 2023 : Legalan dans la catégorie Balkan Trap Numera et Viral Numera, Ajde Bre dans la catégorie Pop-Folk Numera, Kontroverzne dans la catégorie Viral Numera et New-Age Kolaboracija. Lors de la remise des récompenses le soir du 26 janvier 2023, Sanja, Ksenija et Ivana remportent le prix de la meilleure chanson Pop-Folk grâce à leur titre Ajde Bre.
Le 30 octobre 2023, Ksenija et Ivana rejoignent Sanja à l’occasion de la promotion de son album solo Remek-Delo. Au cours d’une interview, Sanja annonce vouloir enregistrer une nouvelle chanson avec Ksenija et Ivana.
Le 14 juin 2024, la production du groupe Hurricane publie Nisi ti za mene, une chanson inédite enregistrée par Sanja, Ksenija et Ivana avant leur départ. Le producteur explique que les trois membres n’ont pas eu le temps de filmer le clip de cette chanson et qu’elles ont préféré sortir la chanson Wow à la place. Le clip de cette chanson est un montage constitué d’images d’archive du groupe. À l’occasion de la sortie du morceau, la production remercie Sanja, Ksenija et Ivana de « faire partie de la marque Hurricane » et décrit cette sortie comme « un cadeau pour elles et les fans ».
Le 31 décembre 2024, la production du groupe Hurricane publie des clips vidéo des chansons Should've Listened, Liar and Who To Love. Ces clips sont constitués d'images d'archives des chanteuses. Ce même jour, le clip de la chanson Favorito est de nouveau accessible au public sur Youtube après avoir été retiré plusieurs mois à la suite d'un litige entre le producteur de la chanson Darko Dimitrov et la production, détentrice des droits du clip vidéo.

### Hurricane Two2022-
Le groupe Hurricane Two, formé par Sara Kuruma, Jovana Radić et Miona Srećović débute en septembre 2022. Elles publient le trois novembre leurs trois nouvelles chansons : Zauvek, Al Capone et Poljupci u zoru. Le jour même, elles sont accompagnées par les membres originels du groupe lors de la promotion de ces chansons. Le 9 janvier, le groupe Hurricane Two est annoncé comme participant à la sélection nationale serbe pour l'Eurovision 2023 avec la chanson Zumi zimi zami.
Lors de la seconde demi-finale le 2 mars, le groupe Hurricane Two réalise la première performance de la soirée et se qualifie pour la grande finale. Durant la grande finale du 4 mars, Sara, Jovana et Miona terminent à la douzième place avec un point de la part du public.
Le 6 mars, elles sortent leur nouvelle chanson Ah Lele Lele suivie de Gori štikla le 26 avril. Le 11 juin, elles réalisent une version acoustique de leur chanson qui a eu le plus de succès : Poljupci u zoru.
Le 9 juillet, elles annoncent sur Instagram la sortie de leur premier album Leto constitué de six chansons. Les chansons Leto et Kako mozes da me ne volis sortent le 10 juillet. Elles sont suivies de Ustani, budi se et Na usnama le 11 juillet. Les versions serbe et espagnole de la chanson Cariño sont publiées le 12 juillet.
Le 7 août, elles réalisent leur première collaboration Mami Papi avec Ariza.
Sabah, une chanson aux sonorités orientales, sort le 5 décembre. Elle est suivie de Bla Bla, le 28 décembre.
Le 3 avril 2024, elles sortent la ballade Telegram, rapidement suivi de Vratiće se on le 29 avril.
Sortie le 10 août 2024, la chanson Runde suscite une vive polémique autour du groupe. La chanteuse Jelena Karleuša affirme avoir acheté la chanson et en être la propriétaire tout en expliquant être en mesure de faire supprimer la version du groupe. Elle accuse principalement la direction du groupe et soutient que les membres "ne sont pas responsables de cette situation".
Le 27 octobre 2024, Miona Srećović annonce son départ du groupe à travers une publication Instagram en raison de sa grossesse. La production annonce en parallèle que le groupe continue en tant que duo avec Jovana et Sara.
Le 16 novembre 2024, la première chanson du duo, Bella Ciao, est publiée. Elle est suivie de U Amanet le 10 mars 2025.

## Membres

### Hurricane One

#### Sanja Vučić
Sanja Vučić est née le 8 août 1993 à Kruševac dans une famille de musiciens. Elle a été membre du groupe ZAA de 2012 à 2016 en tant que chanteuse principale. Elle a été choisie par sélection interne pour représenter la Serbie au concours Concours Eurovision de la chanson 2016 avec sa chanson Goodbye (Shelter). Elle finit dixième lors de la seconde demi-finale, se qualifiant pour la grande finale où elle atteint la dix-huitième place, avec 115 points. Elle a par la suite été juré lors de la sélection nationale de la République Tchèque pour le Concours Eurovision de la chanson 2018 ainsi que lors de la sélection nationale française pour le Concours Eurovision de la chanson 2019. Elle a rejoint le groupe Hurricane en 2017 et le quitte en septembre 2022.

#### Ksenija Knežević
Ksenija Knežević est née le 24 janvier 1996 à Belgrade. Elle est la fille du chanteur monténégrin Knez. Elle a participé à plusieurs festivals pour enfants lors de sa jeunesse, sa première chanson Šarene laže a été enregistré lorsqu'elle avait six ans. En 2013, elle a été membre du groupe Sky's qui a participé à la sélection nationale serbe pour le Concours Eurovision de la chanson 2013 avec la chanson Magija où le groupe a terminé à la cinquième place. Elle a collaboré en 2017 avec le DJ et chanteur SevdahBaby sur deux chansons. En 2015, Ksenija participe au Concours Eurovision de la chanson 2015 en tant que choriste pour son père Knez, représentant le Monténégro avec la chanson Adio qui a terminé à la treizième place du concours. Elle a rejoint le groupe Hurricane en 2017 et le quitte en septembre 2022.

#### Ivana Nikolić
Ivana Nikolić est née le 16 avril 1995 à Niš. Elle a d'abord été danseuse professionnelle et a participé à plusieurs compétitions de danse. Elle apparaît dans le clip vidéo de la chanson Ovisan sam o njoj de Dado Polumenta. Elle a rejoint le groupe Hurricane en 2017 et le quitte en septembre 2022.

## Chansons

### Hurricane One

#### 2018
- Irma, Maria
- Feel Right
- Personal
- Should've Listened
- Who To Love

#### 2019
- Pain in your eyes
- Liar
- Magic Night
- Favorito
- Avantura
- Brzi Prsti

#### 2020
- Guallame El Pantalon
- Hasta La Vista
- Roll The Dice
- Hasta La Vista (version anglaise)
- Tuturutu
- Folir'o
- Čaje Šukarije
- Lopove
- Want Ya

#### 2021
- Loco Loco
- Loco Loco (version acoustique)
- Loco Loco (version anglaise)
- Do Neba
- Koraci
- Legalan
- Set the world on fire
- Ajde Bre

#### 2022
- Ajde Bre (version acoustique)
- Legalan (version acoustique)
- Koraci (version acoustique)
- Kontroverzne
- Gospodine
- Wow

#### 2024
- Nisi ti za mene
- Should've Listened (réédition)
- Liar (réédition)
- Who To Love (réédition)

### Hurricane Two

#### 2022
- Zauvek
- Al Capone
- Poljupci u zoru

#### 2023
- Zumi Zimi Zami
- Ah Lele Lele
- Gori štikla
- Poljupci u zoru (version acoustique)
- Leto
- Kako mozes da me ne volis
- Ustani, budi se
- Na usnama
- Cariño
- Cariño (version espagnole)
- Mami Papi
- Sabah
- Bla Bla

#### 2024
- Telegram
- Vratiće se on
- Runde
- Bella Ciao

#### 2025
- U Amanet